# Campiglossa flavescens
Campiglossa flavescens är en tvåvingeart som först beskrevs av Chen 1938.  Campiglossa flavescens ingår i släktet Campiglossa och familjen borrflugor. Inga underarter finns listade.